# 乌兰布统苏木
乌兰布统苏木是中华人民共和国内蒙古自治区赤峰市克什克腾旗下辖的一个苏木。
古称乌兰布通。乌兰布统是蒙语音译，所以乌兰布统、乌兰布通两个名字可以通用，没有本质上的区别。乌兰是“红色”的意思，布通是“坛”的意思，所以合在一起，乌兰布通就是红坛。1690年（清康熙二十九年）清朝與準噶爾汗國之間的烏蘭布通之戰在此爆发。
2012年1月20日，内蒙古自治区人民政府批复同意从红山子乡划出部分区域，设置乌兰布统苏木，辖元宝山、浩斯敖包、黄芩塔拉、葫芦诺日、小红山子、孤山子6个嘎查，驻孤山子。

## 行政区划
乌兰布统苏木下辖以下村级行政区划单位：
元宝山嘎查、葫芦诺日嘎查、黄芩塔拉嘎查、浩斯敖包嘎查、孤山子嘎查和小红山子嘎查。

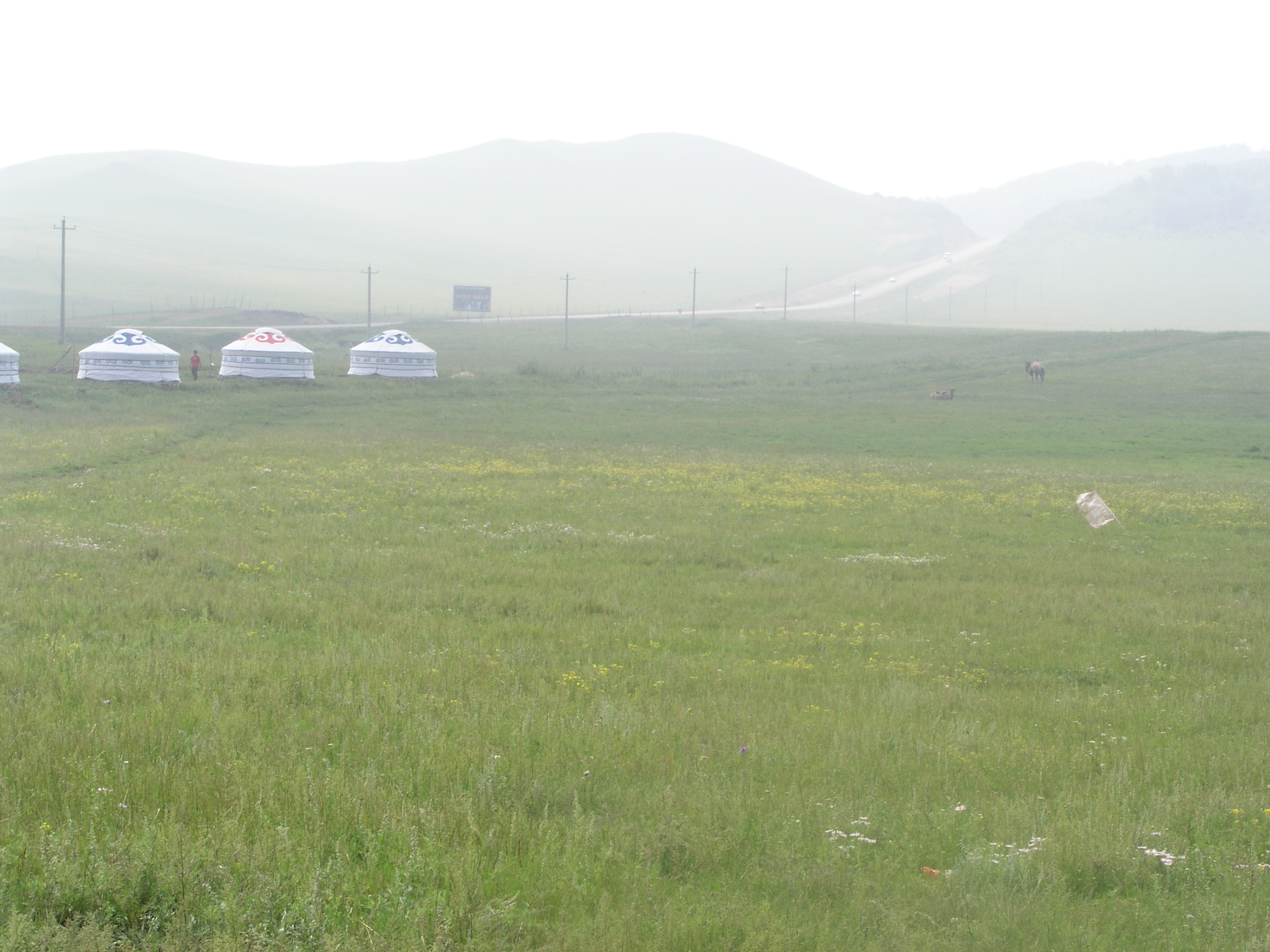
乌兰布统，红山军马场
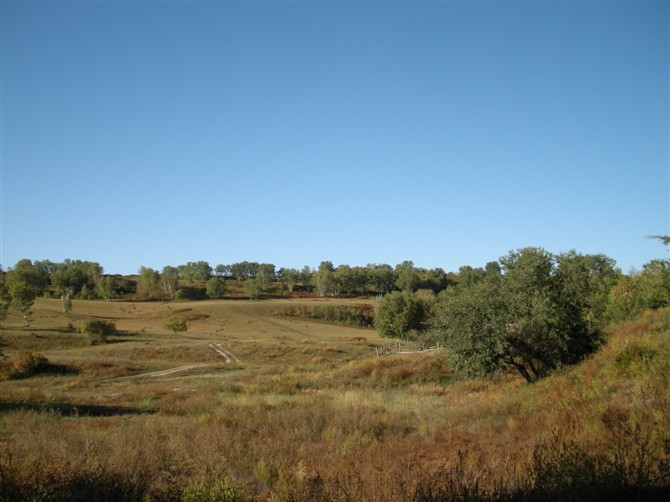
乌兰布统，元宝山村草甸。2010年9月19日
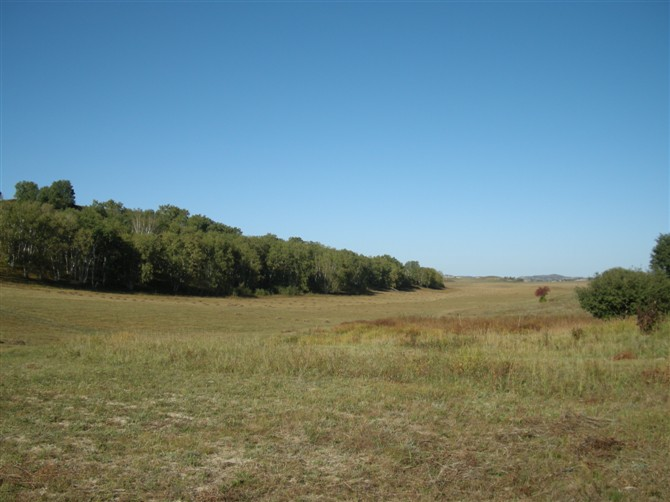
乌兰布统，元宝山村草甸。2010年9月19日